# Polystachya mazumbaiensis
Polystachya mazumbaiensis là một loài thực vật có hoa trong họ Lan. Loài này được P.J.Cribb & Podz. miêu tả khoa học đầu tiên năm 1978.